# Brent Burns
Brent Burns (Barrie, Ontario, 9 de marzo de 1985) es un jugador profesional canadiense de hockey sobre hielo que se desempeña en la posición de defensor derecho en Carolina Hurricanes, equipo de la National Hockey League (NHL).

## Carrera
Fue seleccionado en la primera ronda en la NHL Entry Draft de 2003. Hizo su debut en la NHL con el equipo Minnesota Wild, en el cual jugó siete temporadas (2003-2004, 2005-2011), después pasó a San Jose Sharks (2011-2022), luego a Carolina Hurricanes, donde lleva jugando dos temporadas.